# Namaste Wahala
Namaste Wahala (en español:Hola, problema) es una película de comedia romántica transcultural nigeriana de 2020 producida, escrita y dirigida por Hamisha Daryani Ahuja en su debut como directora. Está protagonizada por Ini Dima-Okojie y Ruslaan Mumtaz. Fue promocionada como la primera gran colaboración entre Bollywood y Nollywood, dos de las industrias cinematográficas más grandes del mundo. La película se basa en la relación romántica entre un joven indio y una chica nigeriana a pesar de provenir de orígenes y culturas completamente diferentes. Tuvo un estreno limitado en cines en Nigeria el 1 de diciembre de 2020. Se transmitió a nivel mundial a través de Netflix el 14 de febrero de 2021 coincidiendo con el Día de San Valentín y recibió reseñas mixtas de los críticos.

## Sinopsis
Raj (Ruslaan Mumtaz), un banquero de inversiones de origen indio residente en Lagos, se enamora de Didi, (Ini Dima-Okojie) una abogada nigeriana que trabaja para la ONG de mujeres de su amiga Leila (Hamisha Daryani Ahuja). La pareja intenta mantener su relación en secreto ya que el padre de Didi, Ernest, (Richard Mofe-Damijo) prefiere a su empleado Somto (Ibrahim Suleiman) como pretendiente de su hija. También desaprueba el compromiso de Didi con la ONG en lugar de centrarse únicamente en trabajar en su poderoso bufete de abogados. Después de salir durante tres meses, Raj se presenta a la familia de Didi, que se sorprende al descubrir que es indio, ya que Didi no les había informado de antemano.
La madre de Raj, Meera (Sujata Sehgal), que ha hecho arreglos para que su hijo se case con otra mujer de su país, se horroriza al conocer a Didi durante una visita a Nigeria y está en contra de la relación debido a sus diferencias culturales.

## Elenco
- Ini Dima-Okojie como Didi, abogada nigeriana
- Ruslaan Mumtaz como Raj, un banquero de inversiones indio
- Richard Mofe-Damijo como Ernest, padre de Didi
- Joke Silva como Shola, la madre de Didi
- Sujata Sehgal como Meera
- Osas Ighodaro como Preemo
- Frodd como Raymond
- Adaora Lumina
- Anee Icha como Angie
- Imoh Eboh como Jane
- Ibrahim Suleiman como Somto
- Hamisha Daryani Ahuja como Leila
- Broda Shaggi como taxista
- Uche Obunse como recepcionista del hotel

## Producción
El proyecto fue anunciado como el debut de la empresaria indo-nigeriana Hamisha Daryani Ahuja como directora. A pesar de ser india, pasó toda su vida en Nigeria desde su infancia y en una entrevista con CNN reveló que quería hacer una película que combinara los elementos de ambas industrias cinematográfica. Hamisha usó su experiencia personal de vivir en Nigeria para crear una historia de amor entre Nollywood y Bollywood. Además de sus créditos como directora, también debutó como actriz en un papel secundario en la película.
Aunque fue promocionada como la primera gran colaboración entre Bollywood y Nollywood, se convirtió en la segunda película después de JUDE (2017), donde ambas industrias cinematográficas se unieron en la producción. Las escenas de la película se rodaron en su totalidad en Lagos, Nigeria, con el guion predominantemente en inglés, junto con hindi y pidgin nigeriano. El equipo de producción tenía más de 60 personas en India y Nigeria. La posproducción de la película se completó justo antes de los bloqueos debido a la pandemia de COVID-19.
El anuncio oficial de la película se realizó en febrero de 2020 a través de una publicación hecha por la directora en su cuenta de Instagram y pronto se proyectó para ser uno de los estrenos más esperados en Nigeria.

## Lanzamiento
Inicialmente, su estreno se esperaba para el 24 de abril de 2020, pero se pospuso hasta octubre debido al impacto de la pandemia de COVID-19. La película fue finalmente estrenada el 1 de diciembre de 2020 y tuvo un estreno en Nigeria con aforo limitado. Netflix dio a conocer el avance de la película el 31 de enero de 2021 y anunció que estaría en la plataforma desde el 14 de febrero.

## Recepción de la crítica
Times of India la calificó con 2.5 de 5 estrellas indicando que es solo una película promedio de comedia romántica con un toque indo-nigeriano.

## Banda sonora
La banda sonora de la película se lanzó en formato digital para transmisión y descarga el 15 de febrero de 2021. Contó con la participación de Seyi Shay, Lavita, Hamisha Daryani-Ahuja, Nanya Ijeh, MI Abaga, DJ Suketu y Amos Kantiok.
1. "Namaste Wahala" – Seyi Shay y Lavita (3:16)
2. "Pursuing Happiness" – Hamisha Daryani-Ahuja, Nanya Ijeh, M.I Abaga (4:26)
3. "I Don't Want To Let You Go" - DJ Suketu (3:05)
4. "Heartbreak Song" - Nanya Ijeh (2:45)
5. "Namaste Wahala (Remix)" - Amos Kantiok (3:24)
6. "Namaste Wahala (Remix - Engagement Party)" - DJ Suketu (2:54)